# ¡Tré!
¡Tré! es el undécimo álbum de estudio de la banda de pop punk estadounidense Green Day. Es el tercer y último álbum de la trilogía de álbumes ¡Uno!, ¡Dos! y ¡Tré!, que lanzaron los californianos entre septiembre de 2012 y diciembre de 2012, bajo el sello Warner Bros. Records en Reino Unido, y Reprise Records en Estados Unidos.
El álbum fue lanzado el 11 de diciembre de 2012. El productor de este álbum es Rob Cavallo (el presidente de Warner Bros. Records), quien produce su séptimo álbum con la banda (y la trilogía completa).
La portada de ¡Tré! (en la cual aparece Tré Cool) fue dada a conocer el 28 de junio a través de las redes sociales de Facebook y YouTube; en la primera de estas, a través de una foto, mientras que en la segunda, a través de un tráiler (ambos por las cuentas oficiales de Green Day).

## La portada del álbum
La portada, al igual que la de ¡Uno! y ¡Dos!, fue dada a conocer primero a los miembros del Idiot Club, y después, al resto de los admiradores de Green Day (a través de las redes sociales), en esta portada aparece el baterista de Green Day Tré Cool.
La portada mantiene el estilo con grafiti de las otras portadas de la trilogía, el logo de ¡Tré! color blanco, y el de la banda un tipo de color oro. El fondo de color turquesa y cian, mientras que Tré Cool se encuentra en blanco y negro, y sus ojos son atravesados por unas cruces o «✗» color rosa (al igual que los de Billie Joe Armstrong y Mike Dirnt, en sus respectivas portadas).

## Grabación y producción
Green Day comentó a fines del año 2010 dijo que había completado el proceso de composición, y como muestra de esto, el 11 de agosto de 2011, dieron un concierto sorpresa en el Tiki Bar, en Costa Mesa, California, en donde tocaron 15 canciones totalmente nuevas, y durante todo el segundo semestre del mismo año siguieron tocando canciones nuevas (y también de sus bandas alternativas Foxboro Hot Tubs, y The Network).
La trilogía completa (¡Uno!, ¡Dos! y ¡Tré!), fue comenzada a grabar el 14 de febrero de 2012, en los Jingletown Studios, en Oakland, California, según lo que publicó Billie Joe Armstrong en su cuenta de Twitter «¡Feliz día de San Valentín! Oficialmente comenzamos a grabar el nuevo álbum hoy. El sello discográfico es Reprise Records, y nuevamente (y tras cerca de 8 años), Rob Cavallo es el productor de un álbum de los californianos, tras producir sus álbumes desde Dookie, hasta American Idiot.
El álbum (y el resto de la trilogía) fueron terminados de grabar el 25 de junio de 2012, como muestra de esto, Billie Joe, Mike y Tré fueron fotografiados con los tres álbumes (con ¡Uno!, ¡Dos! y ¡ Tré! tomados por cada uno, respectivamente), y esta foto fue dada a conocer a través de la página oficial de Facebook de Green Day, y el Twitter de Billie.
La canción «99 Revolutions» tuvo una gran promoción, ya que apareció en el tráiler de ¡Tré!, en los créditos de la película The Campaign y fue tocada varias veces en vivo.
La canción «The Forgotten» apareció en la banda sonora de la película Twilight: Amanecer parte 2, y se lanzó como primer sencillo de ¡Tré!.
La canción «Drama Queen» iba a aparecer en ¡Dos!, luego la cambiaron a ¡Tre!, solo quedó en el vinillo de ¡Dos!

## Lanzamiento
¡Tré! es el último álbum de la trilogía. El álbum sería originalmente lanzado el 15 de enero de 2013, pero debido a la postergación y cancelación de sus presentaciones, fue lanzado el 11 de diciembre de 2012 en todo el mundo como compensación a sus aficionados.

“Lamentamos tener que retrasar la gira, así que para compensarlo queremos que nuestros fanes puedan escuchar nuestra música antes de lo planeado,” comentó Tré Cool. “Si no podemos estar ahí para tocar en vivo para ustedes, lo menos que podemos hacer es anticiparles nuestro próximo lanzamiento.”
Tré Cool

## Música y composición
Billie Joe Armstrong comenta sobre la trilogía lo siguiente:

«En ¡Uno!, te estás adentrando en la fiesta. En ¡Dos!, ya estás en la fiesta, y para ¡Tré!, ¡ya estás limpiando el desastre!».
Billie Joe Armstrong

Mientras que musicalmente, Rob Cavallo comentó que «Ellos querían volver a la simplicidad de Dookie».

## Calificaciones profesionales
El álbum recibió su primera crítica por parte de Alternative Press, con una crítica neutral destacando como las mejores a las canciones Little Boy Named Train, Amanda y X-Kid. También resaltó sus puntos negativos, como las canciones Drama Queen y The Forgotten, y diciendo que la canción 8th Ave Serenade estuvo «muy floja».

## Lista de canciones
La lista de canciones fue oficialmente publicada el 15 de octubre de 2012 a través de la página oficial de la banda.

Todas las letras escritas por Billie Joe Armstrong, excepto donde esté anotado, toda la música compuesta por Green Day. 
| N.º   | Título                     | Duración |  |
| 1.    | «Brutal Love»              | 4:54     |  |
| 2.    | «Missing You»              | 3:43     |  |
| 3.    | «8th Avenue Serenade»      | 2:36     |  |
| 4.    | «Drama Queen»              | 3:07     |  |
| 5.    | «X-Kid»                    | 3:41     |  |
| 6.    | «Sex, Drugs & Violence»    | 3:31     |  |
| 7.    | «A Little Boy Named Train» | 3:37     |  |
| 8.    | «Amanda»                   | 2:28     |  |
| 9.    | «Walk Away»                | 3:45     |  |
| 10.   | «Dirty Rotten Bastards»    | 6:26     |  |
| 11.   | «99 Revolutions»           | 3:49     |  |
| 12.   | «The Forgotten»            | 4:58     |  |
| 46:35 |                            |          |  |

| Edición Limitada Japonesa | |          |  |
| N.º                       | Título | Duración |  |
| 13.                       | «Nuclear Family» (live) | 3:00     |  |
| 14.                       | «Stop When The Red Lights Flash» (live) (canción adicional descargable, requiere las ediciones japonesas de ¡Uno! y ¡Dos! para activación.) | 2:43     |  |
| 15.                       | «Carpe Diem» (live) (canción adicional descargable, requiere las ediciones japonesas de ¡Uno! y ¡Dos! para activación.)                     | 4:00     |  |
| 16.                       | «Kill the DJ» (live) (canción adicional descargable, requiere las ediciones japonesas de ¡Uno! y ¡Dos! para activación.)                    | 4:22     |  |
| 17.                       | «99 Revolutions» (live) (canción adicional descargable, requiere las ediciones japonesas de ¡Uno! y ¡Dos! para activación.)                 | 3:46     |  |

## Créditos
| Green Day - Billie Joe Armstrong – voz principal, guitarra - Mike Dirnt – bajo, armonías vocales - Tré Cool – batería, percusión - Jason White – guitarra solista - Paul Pitt – flauta dulce Músicos adicionales - Tom Kitt – arreglo de cuerdas | Producción - Rob Cavallo, Green Day – producción - Chris Dugan – ingeniero de sonido - Chris Lord-Alge – mezcla - Ted Jensen – masterización Arte de la portada - Chris Bilheimer – diseño, fotografía, esténcil |